# Ciara Grant (Fußballspielerin, 1978)
Ciara Mary Grant (* 17. Mai 1978) ist eine ehemalige irische Fußballspielerin.

## Karriere
Grant wechselte im Sommer 1998 von St Patrick’s Athletic zum englischen Erstligisten Arsenal LFC, mit dem sie bis 2013 eine Vielzahl an Erfolgen feiern konnte, darunter elf englische Meisterschaften, neun Pokalsiege und den Gewinn des UEFA Women’s Cup 2006/07. Anfang 2014 wechselte sie zum Zweitligisten FC Reading, bei dem sie nach einer Saison ihre Karriere beendete.
Im Jahr 1995 debütierte Grant bei einem Spiel gegen die färöische Fußballnationalmannschaft in der irischen Nationalmannschaft. Anfang 2013 gab die Rekordspielerin und langjährige Kapitänin ihren Rücktritt aus der Nationalmannschaft bekannt.

## Erfolge
- 20067/07: Gewinn des UEFA Women’s Cup (Arsenal LFC)
- 2001, 2002, 2004, 2005, 2006, 2007, 2008, 2009, 2010, 2011, 2012: Englische Meisterschaft (Arsenal LFC)
- 1999, 2001, 2004, 2006, 2007, 2008, 2009, 2011, 2013: Englischer Pokal (Arsenal LFC)